# Siphunculina ulceria
Siphunculina ulceria är en tvåvingeart som beskrevs av Cherian 1971. Siphunculina ulceria ingår i släktet Siphunculina och familjen fritflugor. Inga underarter finns listade i Catalogue of Life.